# Nebesnyje lastotjki
Nebesnyje lastotjki (russisk: Небесные ласточки) er en sovjetisk spillefilm fra 1976 af Leonid Kvinikhidze.

## Medvirkende
- Ia Ninidze - Denise de Florigny
- Andrej Mironov - Celestin
- Irina Gubanova - Caroline
- Ljudmila Gurtjenko - Korina
- Sergej Zakharov - Fernand Shamplatra